# Galizische Sparkasse

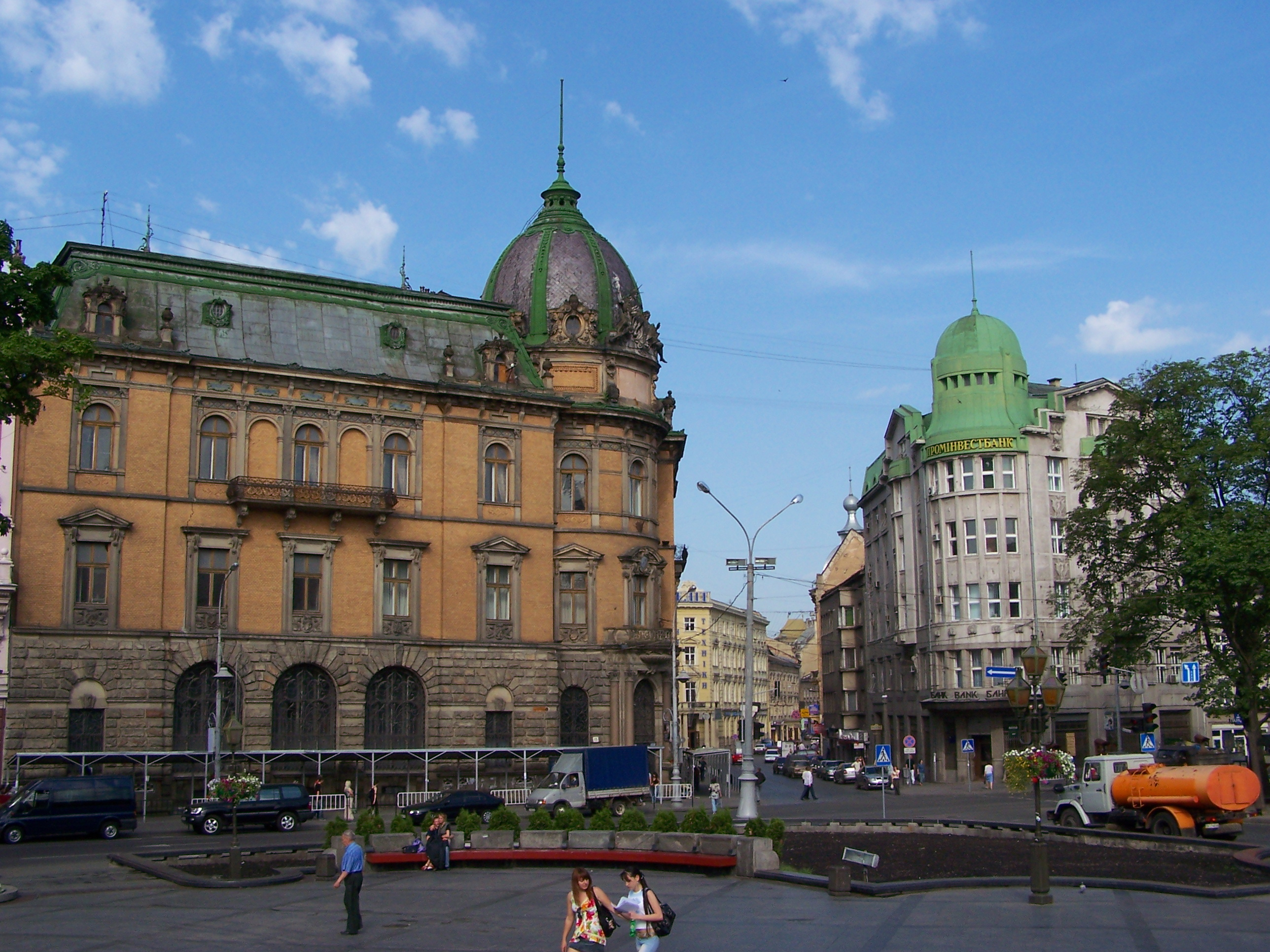
Das Gebäude der ehemaligen galizischen Sparkasse in Lemberg

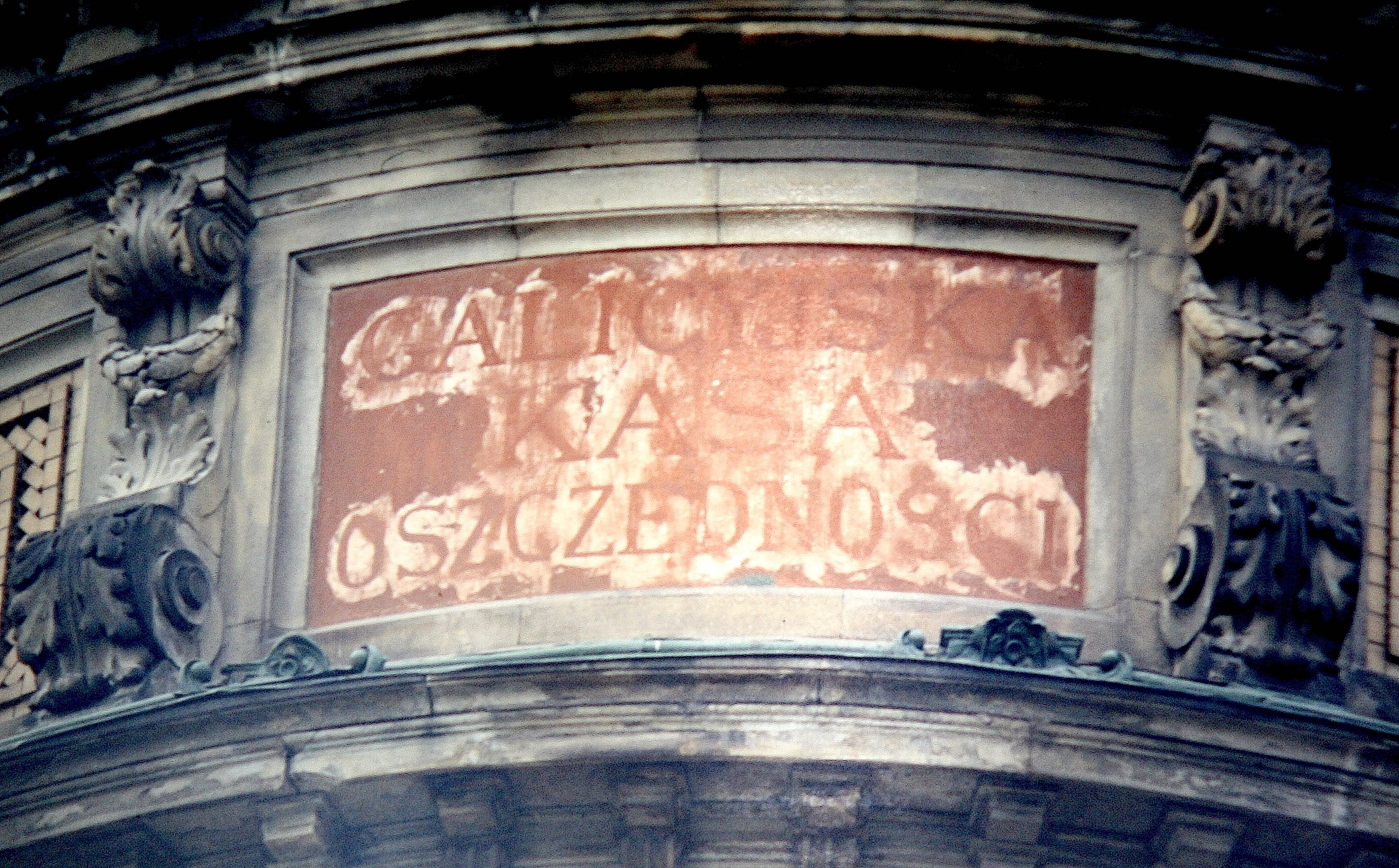
1993 freigelegte Inschrift auf dem Gebäude

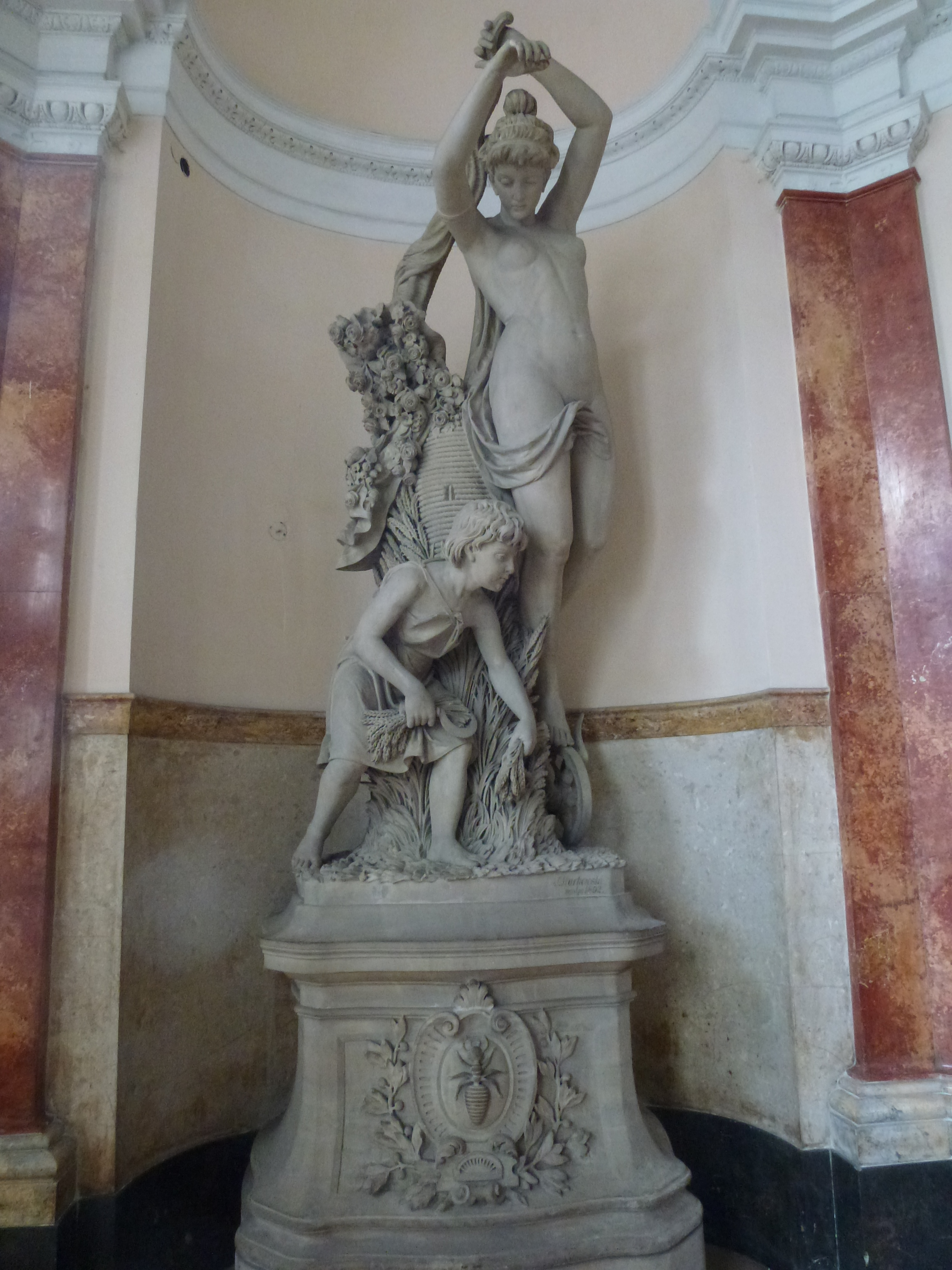
Skulptur „Fortune“ von Julian Markowski

Die Galizische Sparkasse (polnisch: Galicyjska Kasa Oszczędności) war eine Sparkasse mit Sitz in Lemberg.

## Geschichte
Die Galizische Sparkasse wurde zum 1. Januar 1843 als 13. Sparkasse im Kaisertum Österreich gegründet. Mitbegründer war Nathan Löwenstein von Opoka. Leon Sapieha, der Direktor der 1841 gegründeten Landeskreditanstalt (Towarzystwo Kredytowe Ziemskie) war auch bei der Gründung der Sparkasse treibende Kraft. Im Mai 1843 wurde ein zehnköpfiger Vorbereitungsausschuss unter dem Magistratsbuchhalter Benedykt Gregorowitcz eingesetzt. Diese schuf die Voraussetzung für die Eröffnung der ersten galizischen Sparkasse.
Nach dem Vorbild der Galizischen Sparkasse wurden in den folgenden Jahrzehnten weitere Sparkassen in Galizien gegründet. 1873 bestanden 12 Sparkassen mit Einlagen von etwas mehr als 10 Millionen Gulden, von denen 6 Millionen Gulden auf die Galizische Sparkasse entfielen.
1938 ging die Sparkasse im Rahmen einer Fusion in der Centralna Małopolska Kasa Oszczędności we Lwowie auf.

## Gebäude in Lemberg
Bis 1891 hatte die Galizische Sparkasse ihren Sitz in der ul. Majerowska 2. 1891 wurde es in ein neues repräsentatives Gebäude an der Kreuzung der Straßen Jagiellońska und Karola Ludwika (in der Zwischenkriegszeit Legionów-Straße) verlegt.
Das neue Sparkassengebäude in Lemberg wurde in den Jahren 1889–1891 auf dem Gelände des ehemaligen Hotel Polski nach dem Entwurf von Prof. Dr. Julian Zachariewicz erbaut. auf der auffallenden Kuppel befindet sich die Skulptur von Leonardo Marconi "Oszczędność" ("Sparsamkeit") als Allegorie des wirtschaftlichen Fortschritts Galiziens. Heute ist das Gebäude Sitz ds Museums für Ethnographie und Kunstgewerbe.